# 小木戸利光
小木戸 利光（こきど としみつ、1981年2月19日 - ）は日本のアーティスト、俳優、シアターワークの実践家。Centre of Distant Theatre 代表。

## 来歴
福岡県北九州市小倉出身。イギリス・ノーザンブリア大学 演劇・パフォーマンス科 修了。帰国後、tokyo blue weepsの歌い手として、音楽活動を開始。同時期に、若松孝二監督映画「実録・連合赤軍 あさま山荘への道程」（2008年公開）に出演。2011年3月、1stアルバム「incarnations」に収録の「reunion」がiTunesの特集に選出され、一週間で47,000ダウンロードを記録。「世界の声なき声を、番組や表現を通して、浮かび上がらせる」（エッセイ集「表現と息をしている」より抜粋）という一貫したテーマのもとに作品を発表している。2017年、長崎の被曝二世の葛藤を描いたNHK「あんとき、」で主演。母親を加藤登紀子、父親を田中泯が演じている。2018年公開の瀬々敬久監督映画「菊とギロチン」では、大正時代の思想家・大杉栄を演じている。著書や番組や雑誌やイベントにおいて、たびたび作家や文化人等と対談を行っており、独自の視点からの洞察力とその語り口に定評がある。

## 人物
平和教育の普及を目的としたTheatre for Peace and Conflict Resolution 代表として、平和学、紛争解決学、コミュニケーション研究、身体心理学などの分野において「Theatre for Peace and Conflict Resolution」というボディーワークや演劇的手法を用いたワークショップ型の授業を行うほか、芸術療法としてのシアターワークを施している。講義歴に、国連、早稲田大学、慶應義塾大学、東京大学、スタンフォード大学、上智大学、埼玉大学、関西大学、CAMPUS Asia（早稲田大学、北京大学、高麗大学共同：多層的紛争解決と社会変革のためのグローバルリーダー育成プログラム）があり、教育者としてグローバルに活躍している。国連SDGs（持続可能な開発目標）の「誰一人取り残さない − No one will be left behind」という理念への賛同を表明し、戦争体験者、被爆者、中国・サハリン残留日本人等の戦争の記憶の伝承を目的とした「戦後世代の語り部育成事業」にも取り組んでいる。

## 出演

### TV
- 「あんとき、」（NHK総合テレビ、2017年8月9日） - 主演・トシ 役

### 報道番組
- 報道特集 密着ドキュメンタリー（TBS、2018年8月18日）
- NEWS23 ドキュメント（TBS）

### 映画
- 「ゴースト・ヴィジョン」（加藤秀幸監督、2019年） - 主演・エディフ 役
- 「ナイトクルージング」（佐々木誠監督、2019年）
- 「菊とギロチン」（瀬々敬久監督、2018年） - 大杉栄 役
- 「飢えたライオン」（緒方貴臣監督、2018年） - 細野剛 役
- 「実録・連合赤軍 あさま山荘への道程」（若松孝二監督、2008年） - 加藤倫教 役

### 舞台
- 「Border line」ODISHA BIENNALE 2019 インド オディシャビエンナーレ
- 「Swan Lake〜闇のロッドバルト〜」at 世田谷パブリックシアター
- 「sea, she, see」at VACANT

### パフォーマンス
- 「COSMIC WONDER RESTAURANT」at 水戸芸術館
- 「negau」at 3331 Arts Chiyoda
- 「The Art of Tea of Art of Tea」at Hotel Pearl
- 「太宰治〜駈込み訴え」at 茶会記
- 「色のすること 音のすること 声のすること」at CASE gallery
- 「カイツブリの塔」at 名古屋タワー
- 「ヒトとキとキと」森山開次 ダンス・パフォーマンス（楽曲提供）at 世田谷美術館

### 広告
- ARTQ ORGANICS
- URBAN RESEARCH DOORS
- Knot "Why Knot?"
- GUCCI
- GU
- aniary
- かぐれ
- Jun Okamoto
- COSMIC WONDER

### Radio
小木戸利光「越境する身体」- Spotify

### CM
- ほぼ日 Beau Temps Toujours

### 雑誌
- マーマーマガジン for men
- UOMO

### 被写体 / 写真作品
- 「dinner for two」ミヤギフトシ
- 「感光 / Sight Seeing」ミヤギフトシ
- 「HIKARI」Nobunori Torii
- 「脳内カオス展」下薗詠子 at 霧島アートの森美術館

## 美術作品
- 世田谷美術館 竹中工務店400年の夢 -時をきざむ建築の文化史- - インスタレーションへ楽曲提供
- ミヤギフトシ作品「花の名前」at 丸亀市猪熊弦一郎現代美術館、森美術館（六本木クロッシング） - ナレーション
- Johanna Tagada作品集「Douceurs de l’imperceptible – いなかのはな」at 英国テイトモダン美術館 - 7編の詩を寄稿

## 音楽作品
- tokyo blue weeps
- 1st EP「東京」
- 1st album「incarnations」
- 2nd album「what happened in yesterday」

## 書籍
- 平野甲賀主宰文芸誌「イワト」 連載
- エッセイ集「表現と息をしている」而立書房 2017年7月刊行
- 春秋社 はるとあき 小木戸利光「シアターワークへの扉」連載

## 対談
- 森栄喜（写真家）×小木戸利光 ~IMA 記憶・声・家族─写真家の眼差しの先にあるもの
- ホンマタカシ（写真家）×小木戸利光 ~日々かわりゆく表現の形
- 稲葉俊郎（東大病院・医師）×小木戸利光 ~八月に想う
- 松本紹圭（僧侶）×小木戸利光 ~そうか 心には 声があったのだ
- 井上和幸（観世流（梅若玄祥家）シテ方能楽師）×小木戸利光 ~伝統舞台芸術との対話（小木戸利光 パフォーマンス公演）
- 服部みれい（編集者・文筆家）×小木戸利光 ~エッセイ集「表現と息をしている」
- 小林エリカ（作家）×小木戸利光 ~エッセイ集「表現と息をしている」
- ミヤギフトシ（美術作家）×小木戸利光 ~エッセイ集「表現と息をしている」
- 栗原康（政治学者）×小木戸利光 ~今、大杉栄に学ぶ
- 小室弘毅（関西大学准教授）藤田一照（曹洞宗僧侶）稲葉俊郎（東大病院・医師）山岡信貴（映画監督）藤本靖（ボディワーカー）×小木戸利光 ~天命反転住宅で、子どもの創造力に出会う
- 瀬々敬久（映画監督）× 栗原康（政治学者）×小木戸利光 ~『菊とギロチン―やるならいましかねえ、いつだっていましかねえ』（タバブックス）刊行記念

## 講演・講義
- へいわフォーラム2018 築地本願寺
- CAMPUS Asia（早稲田大学、北京大学、高麗大学）
- 国連
- 東京大学
- 早稲田大学
- 早稲田大学大学院
- 慶應義塾大学
- スタンフォード大学（USA）
- 上智大学（ソマティック心理学協会大会）
- 高野山大学（ゲシュタルト療法学会基調講演）
- 埼玉大学
- 関西大学
- World Shift 2019
- ARTQ Institute
- テンプル大学

## 単独インタビュー
- 本来の心と身体に出会うシアターワーク
- KNOT "Why Knot?" あなたにとって、大切な時間とは
- URBAN RESEARCH DOORS 自分らしい着こなしを、どうやって見つけますか?